# Pycreus nuerensis
Pycreus nuerensis är en halvgräsart som först beskrevs av Johann Otto Boeckeler, och fick sitt nu gällande namn av Sheila Spenser Hooper. Pycreus nuerensis ingår i släktet Pycreus och familjen halvgräs. IUCN kategoriserar arten globalt som livskraftig. Inga underarter finns listade i Catalogue of Life.